# Isabell Werth
Isabell Werth (Sevelen, 1969. július 21. –) német díjlovagló, az olimpiai játékok történetének egyik legsikeresebb sportolója, díjlovaglásban ötszörös olimpiai bajnok.
Rheinbergben 1989-től kezdve jogi tanulmányokat folytatott, majd ügyvédként dolgozott. 2001 és 2004 között a Karstadt áruházlánc alkalmazta, 2004-ben nyitotta meg saját lovardáját. Ezzel egy időben indított vállalkozása lótartáshoz és lovagláshoz szükséges kellékek forgalmazásával aratott sikert a piacon. 1989 óta folyamatosan részt vesz a német lovassportban. Díjlovaglásban nyolcszoros német bajnok, négyszer ezüstérmes és háromszoros bronzérmes. A díjlovagló Európa-bajnokságokon is sikeres, 13-szor volt aranyérmes. A világbajnokságokon három aranyérmet szerzett csapatban és négyet egyéniben.

### Fordítás
- Ez a szócikk részben vagy egészben a Isabell Werth című német Wikipédia-szócikk ezen változatának fordításán alapul.  Az eredeti cikk szerkesztőit annak laptörténete sorolja fel. Ez a jelzés csupán a megfogalmazás eredetét és a szerzői jogokat jelzi, nem szolgál a cikkben szereplő információk forrásmegjelöléseként.